# Hijuli
Hijuli è una suddivisione dell'India, classificata come census town, di 6.856 abitanti, situata nel distretto di Purulia, nello stato federato del Bengala Occidentale. In base al numero di abitanti la città rientra nella classe V (da 5.000 a 9.999 persone).

## Geografia fisica
La città è situata a 23° 40' 35 N e 86° 48' 53 E.

## Società

### Evoluzione demografica
Al censimento del 2001 la popolazione di Hijuli assommava a 6.856 persone, delle quali 3.621 maschi e 3.235 femmine. I bambini di età inferiore o uguale ai sei anni assommavano a 1.001, dei quali 500 maschi e 501 femmine. Infine, coloro che erano in grado di saper almeno leggere e scrivere erano 4.213, dei quali 2.589 maschi e 1.624 femmine.